# NGC 6867
NGC 6867 is een balkspiraalstelsel in het sterrenbeeld Telescoop. Het hemelobject werd op 9 juni 1836 ontdekt door de Britse astronoom John Herschel.

## Synoniemen
- ESO 186-6
- AM 2006-545
- IRAS 20065-5455
- PGC 64203